# سیارک ۶۴۱۲
سیارک ۶۴۱۲ (به انگلیسی: 6412 Kaifu، نامگذاری:1993TL2) شش هزار و چهارصد و دوازدهمین سیارک کشف شده‌است که در ۱۵ اکتبر ۱۹۹۳ کشف شد.
قدر مطلق سیارک برابر ۱۳٫۶۰ است.